# John Gretton
John Gretton, 1er baron Gretton, né le 1er septembre 1867 à Burton upon Trent et mort le 2 juin 1947 à Melton Mowbray, est un homme politique et homme d'affaires britannique.

## Biographie
Il naît au domicile familial de Bladen House, l'aîné de six enfants dans une famille aisée. Éduqué à la prestigieuse Harrow School, il travaille pour la brasserie Bass, dont il sera le président de 1908 à 1945. Il entre en politique et est élu en 1895 député de Derbyshire-sud à la Chambre des communes, sous l'étiquette du Parti conservateur. Les moyens financiers importants dont il dispose lui permettent de se consacrer dans le même temps au nautisme en amateur, et il est membre du club nautique Royal Yacht Squadron. Il représente le Royaume-Uni dans cette discipline aux Jeux olympiques d'été de 1900 à Paris, et remporte deux médailles d'or : à l'épreuve ½ – 1 tonneau et à l'épreuve toutes catégories. Il demeure à ce jour le seul Britannique à avoir été sacré champion olympique durant sa carrière parlementaire, et l'un de deux seuls avec John Wodehouse à avoir remporté une médaille olympique dans ce cadre,,.
Il perd son siège de député du Derbyshire face au candidat libéral Herbert Raphael aux élections de 1906. La mort du député conservateur du Rutland, George Finch, lui permet toutefois de retrouver un siège à la Chambre des communes par le biais de l'élection partielle qui en découle. Il représente ensuite sa circonscription natale de Burton à partir de 1918.
Capitaine dans l'armée de réserve depuis 1900, il est déployé comme colonel du Régiment du Staffordshire-nord durant la Première Guerre mondiale, tout en restant député de Burton. En 1919 il est fait commandeur de l'ordre de l’Empire britannique. Fervent unioniste, et marié depuis 1900 à la fille d'un baron anglo-irlandais, en juillet 1921, avec le député Martin Archer-Shee, il rejette le whip du Parti conservateur à la Chambre (c'est-à-dire qu'il ne siège plus sur les bancs du parti), pour protester contre la décision du gouvernement de coalition du Premier ministre libéral David Lloyd George d'entamer des discussions avec le chef nationaliste irlandais Éamon de Valera dans le contexte de la guerre d'indépendance irlandaise. En octobre, avec le député Rupert Gwynne, il initie une motion de censure contre le gouvernement à ce sujet. La motion échoue par 439 voix contre seulement 43, mais en octobre 1922 John Gretton joue un rôle important dans la décision, prise par une large majorité de députés conservateurs réunis au Carlton Club à Londres, de retirer le Parti conservateur du gouvernement de coalition. Cette décision provoque la chute du gouvernement de David Lloyd George,.
En 1926 il est fait membre du Conseil privé. Il continue à défendre à la Chambre les intérêts des loyalistes (pro-britanniques) d'Irlande. En 1937 il mène une délégation de la Fédération loyaliste impériale irlandaise qui rencontre le Premier ministre britannique Neville Chamberlain pour l'avertir du rapprochement du gouvernement indépendant irlandais d'Éamon de Valera avec l'Allemagne nazie. Il quitte la Chambre des communes en juin 1943 et est fait baron de la pairie du Royaume-Uni l'année suivante, devenant ainsi membre de la Chambre des lords. C'est son fils John Frederic Gretton qui lui succède comme député de Burton à la Chambre des communes. John Gretton meurt en 1947 à l'âge de 79 ans, et son fils hérite alors de son titre de baron et de son siège à la Chambre des lords,.